# Ryszard Gołębiewski
Ryszard Gołębiewski (ur. 1893 w Białymstoku, zm. 1968 w Szczecinie) – polski urzędnik i ekonomista, oficer Armii Krajowej i uczestnik konspiracji w czasie II wojny światowej, od 3 do 7 sierpnia 1944 prezydent Białegostoku.

## Życiorys
Około 1912 wyjechał z rodziną do Kijowa, gdzie ukończył studia ekonomiczne w Instytucie Handlowym. Walczył w wojnie domowej i wojnie polsko-bolszewkickiej, kilkukrotnie więziony. Od 1920 do 1939 pracował jako kierownik jednego z wydziałów urzędu miejskiego w Białymstoku, kandydował bez powodzenia na prezydenta miasta. W 1939 uczestniczył w kampanii wrześniowej, po której trafił do niemieckiej niewoli, z której następnie uciekł. Wstąpił do Armii Krajowej na Białostocczyźnie pod pseudonimem „Andrzej II”, doszedł do rangi kapitana. Pod koniec lipca 1944 wysłany przez AK na rozmowy z przedstawicielami Armii Czerwonej. Od 2/3 do 7/8 sierpnia 1944 pełnił funkcję prezydenta Białegostoku z polecenia rządu londyńskiego (wydał je Józef Przybyszewski ps. „Grzymała”, wojewoda z poparciem rządu podziemnego). W Białymstoku, krótko po wyzwoleniu funkcjonowały wówczas trzy konkurujące ze sobą ośrodki władzy. Gołębiewski zdążył powołać zastępców i zaczął organizować wydziały urzędu. Już 8 sierpnia został aresztowany przez NKWD, po czym do 1947 przebywał w więzieniu w Charkowie i obozie w Diagilewie koło Riazania. W 1947 powrócił do Białegostoku, następnie z obawy przed służbami bezpieczeństwa przeniósł się do Szczecina wraz z matką i pracował jako urzędnik. Został pochowany w tym mieście.

## Odznaczenia i upamiętnienie
Za działalność w konspiracji odznaczony Brązowym i Srebrnym Krzyżem Zasługi z Mieczami. W 2017 jego postać upamiętniono okolicznościową tablicą na budynku białostockiego urzędu miasta.